# Christian Colombo
Christian Colombo (ur. 24 kwietnia 1968 w Lugano) – szwajcarski piłkarz grający na pozycji pomocnika.

## Kariera piłkarska

### Klub
Colombo przez większą część kariery występował w klubie FC Lugano. Zmienił otoczenie w 1996 roku i przez ostatnie półtora roku profesjonalnej gry w piłkę występował w FC Sion.

### Reprezentacja
W latach 1989−1996 Colombo rozegrał 6 meczów w reprezentacji Szwajcarii. W kadrze zadebiutował 4 kwietnia 1989 roku w towarzyskim meczu przeciwko reprezentacji Węgier.

## Osiągnięcia
- Zdobywca Pucharu Szwajcarii: 1993, 1996